# Небеса Перна
Небеса Перна  — фантастический роман Энн МакКефри из серии «Всадники Перна». 
Эта книга продолжает новеллу Дельфины Перна, и, в отличие от последних нескольких романов о Перне, действие происходит за очень короткий период времени, в течение того же самого года.

## Описание сюжета
Уже всё ближе подходит конец Девятого Прохождения, и вот вскоре наступит время, когда ни одна Нить не упадёт на Перн. Это приводит Предводителей Вейров в замешательство, и они обдумывают будущее, где драконы и всадники, будут не нужны в мире без Нитей. И они решают сделать Звездное Ремесло обязанностью всадников и драконов Перна. Открытие Ф'лессаном и Тай, после зверского нападения больших животными из семейства кошачьих, использования драконами телекинеза, только усиливает их решение сохранять небеса Перна свободными от опасности.
В то же самое время озлобленные граждане, сопротивляющиеся постоянно растущей роли технологии в жизни Перна, объединяются как Очистители, нападая на Цеха с модернизированым оборудованием. Они настроены разрушить всю новую технологию. С этими фанатиками по-видимому объединяется Лорд Южного Торик.

## Персонажи
| Действующие лица | Их описание                                                |
| ---------------- | ---------------------------------------------------------- |
| Лесса            | Госпожа Вейра Бенден, дракон - золотая Рамота              |
| Ф'лар            | Предводитель Вейра Бенден, дракон - бронзовый Мнемент      |
| Ф'лессан         | всадник Вейра Бенден, дракон - бронзовый Голант            |
| Тай              | всадница Вейра Монако,дракон - зеленая Заранта             |
| Ф'нор            | всадник Вейра Бенден, дракон - коричневый Кант             |
| Брекки           | подруга Ф'нора, целительница                               |
| Джексом          | Лорд Руата, дракон - белый Рут                             |
| Шарра            | жена Лорда Джексома, сестра Торика и Хэмиана, целительница |
| Олдайв           | Главный Мастер Цеха целителей                              |
| Сибел            | Главный Мастер Цеха арфистов, муж Менолли                  |